# NewPipe

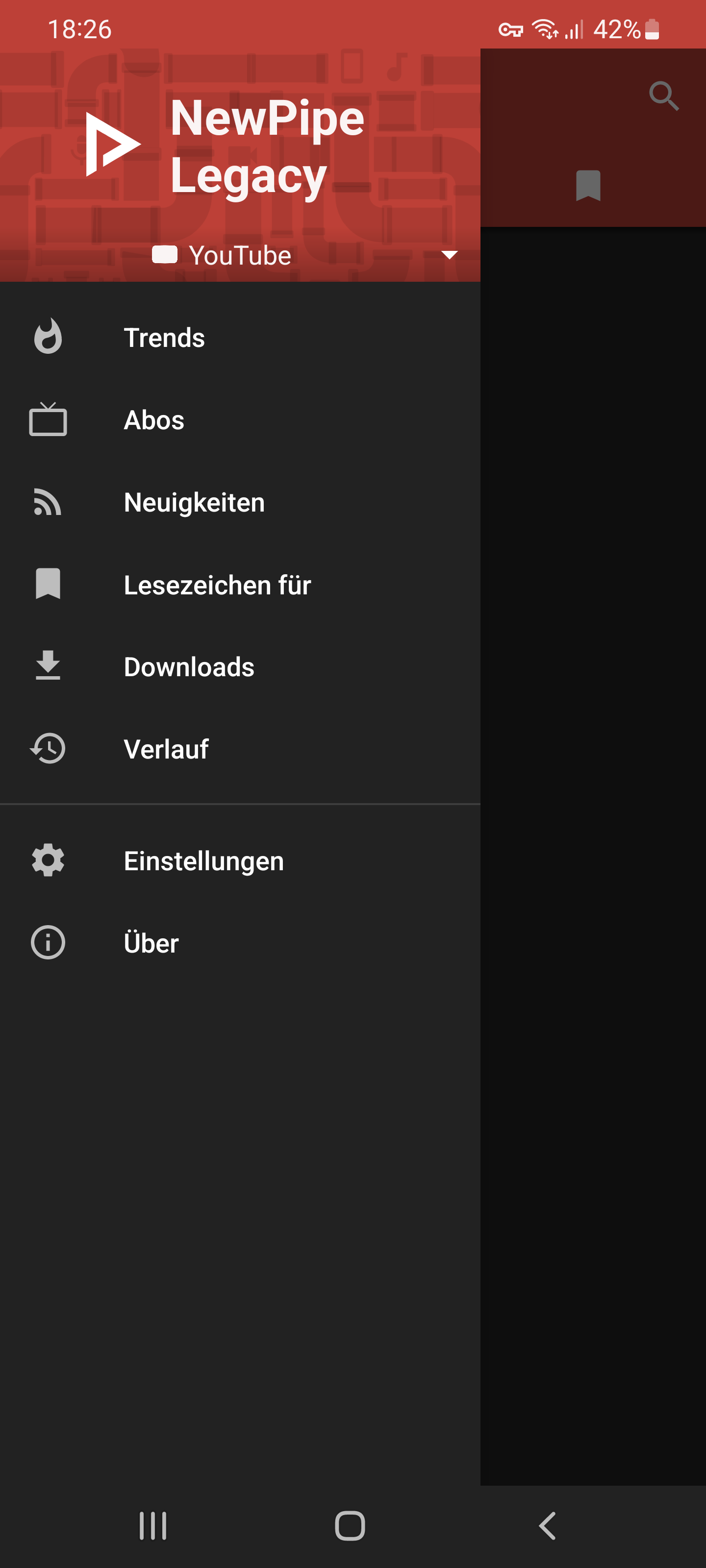
Benutzeroberfläche von NewPipe

NewPipe ist eine freie Mediaplayer-App für Android, die vor allem für ihre YouTube-Funktionen bekannt ist. Sie ist erhältlich über das Standard-F-Droid-Repository, einen alternativen App Store für freie Software (über ein New Pipe-eigenes Repository für F-Droid (mit schnelleren Updates)) und über GitHub.

## Namensherkunft
Das Wort pipe ist im Englischen ein Synonym des Wortes tube. Dementsprechend bedeutet der Name NewPipe übersetzt „Neue Röhre“.

## Versionsgeschichte
NewPipe wurde erstmals als Version 0.3 am 4. September 2015 von dem Entwickler Christian Schabesberger veröffentlicht.
- Suche und Abspielen von YouTube-Videos (seit 0.3)[11]
- Download von Videos und Audio (seit 0.3)
- Abspielen der Audiospur im Hintergrund (seit 0.4.1)[11]
- Zeigen von ähnlichen Videos (seit 0.6)[11]
- Anzeigen von YouTube-Kanal-Seiten (seit 0.8.5)[12]
- Ein Pop-up Player (seit 0.8.12[13]), (einstellbare Größe seit 0.9.5)[14]
- Abonnieren von Channels via RSS (seit 0.10.0)[14]
- Unterstützung des Anzeigens von Seiten wie der „Trending“ Seite (seit 0.11.0)[14]
- SoundCloud als zweite Plattform (seit 0.11.5)[15]
- Lokale Playlisten und Untertitel (seit 0.12.0)[15]
- YouTube-Livestreaming und Ex/Import von Abonnements (seit 0.13.0)[15]

## Technik
NewPipe nutzt nicht die YouTube-API, sondern liest den Inhalt der YouTube-Website aus, um an die URL der Videodateien und an die Metadaten wie Aufrufe und Likes zu kommen. Das wird gemacht, um weniger Daten mit Google zu teilen. Das Web-Scraping-Werkzeug nennt sich NewPipe-Extractor und ist ein eigenständiges Projekt. Es wird auch in der App SkyTube verwendet. Der Extractor unterstützt neben YouTube auch SoundCloud, Media.ccc.de, PeerTube und Bandcamp.
Aufgrund der Funktionsweise, mit der NewPipe auf YouTube zugreift, ohne Werbung anzuzeigen und die API zu nutzen, stünde es im Konflikt mit den Google-AGB, wenn die App im Google Play Store erhältlich wäre.

## Rezeption
In den Medien wird NewPipe häufig wegen einzelner Features erwähnt, die es von der offiziellen YouTube-App unterscheiden. Oft fokussiert sich die Berichterstattung auf die Möglichkeit, Audio von Videos im Hintergrund, bei inaktivem Display, abzuspielen. Die App wird auch häufig als YouTube-Downloader-App eingeordnet. Die Einführung von Kontrollmechanismen zur Abspielgeschwindigkeit der Inhalte wurde auch als einzelnes Feature fokussiert. Erwähnenswert ist jedoch für viele Seiten auch die Unabhängigkeit von Google-Play-Diensten, die für NewPipe nicht benötigt werden, sowie die damit einhergehende größere Privatsphäre.

## Aprilscherz 2018
2018 wurde als Aprilscherz auf dem offiziellen NewPipe-Blog ankündigt, dass die App aufgrund einer Einigung mit Google mit geheimen finanziellen Details bald auch im Google Play Store erhältlich sein würde.